# Josef Böhr
Josef Böhr (21. listopadu 1862 Pohradice – 14. března 1944 Varnsdorf) byl československý politik německé národnosti a meziválečný poslanec a senátor Národního shromáždění za Německou křesťansko sociální stranou lidovou.

## Biografie
Narodil se v Pohradicích u Bíliny. Po absolvování studií se zabýval žurnalistikou. Stal se šéfredaktorem listu Volkszeitung ve Varnsdorfu.
V zemských volbách roku 1908 byl zvolen na Český zemský sněm za kurii městskou, obvod Šluknov, Georgswalde. Zvolen byl za Křesťansko-sociální stranu. Patřil mezi spolupracovníky Ambrose Opitze.
Po vzniku ČSR byl v letech 1919–1925 prvním předsedou Německé křesťansko sociální strany lidové (DCSVP), která navazovala na křesťanské sociály z dob Rakouska-Uherska. Jeho působení v předsednické funkci nebylo příliš výrazné.
V parlamentních volbách v roce 1920 získal mandát v Národním shromáždění. Podle údajů k roku 1920 byl profesí redaktorem ve Varnsdorfu. V parlamentních volbách v roce 1925 získal senátorské křeslo v Národním shromáždění. Mandát obhájil v parlamentních volbách v roce 1929. V senátu setrval do roku 1935.
Během nacistické vlády byl internován v Dachau. Jeho syn Josef Maria Böhr (1895–1974) byl knězem.